# André Prévost (compositor)
André Prévost   (Hawkesbury, 30 de juliol de 1934 - Montreal, 27 de gener de 2001) fou un canadenc compositor i educador musical. Va ser guardonat amb la medalla del "Canadian Music Council" el 1977 i el 1985 va ser oficial de l'Orde del Canadà. També va rebre el "Trofeu per a la música de concerts" de l'Organització de drets interpretatius del Canadà.

## Vida primerenca i educació
Va néixer a Hawkesbury, Ontario. Va créixer a Sant Jeroni, Quebec. Prévost es va formar al Conservatori de música de Quebec a Mont-real, on fou deixeble d'Isabelle Delorme, Jean Papineau-Couture i Clermont Pépin. Després de la seva graduació, va rebre beques del Consell del Canadà i del govern de Québec que li van permetre estudiar amb Olivier Messiaen i Henri Dutilleux a París. El 1963 guanyà el Prix d'Europe, un guardó que li proporcionà l'oportunitat d'estudiar música electroacústica amb Michel Philippot.

## Carrera
Durant els anys seixanta, Prévost va ensenyar al "Tanglewood Music Center" amb els professors Aaron Copland, Zoltán Kodály, Gunther Schuller i Elliott Carter. L'abril de 1967, acompanyat per Michèle Lalonde, va interpretar l'oratori Terre des hommes a les cerimònies d'obertura "Place des arts" de la fira mundial de l'Expo 67 a Mont-real, a la qual van assistir les delegacions oficials dels seus països participants, on van projectar amb molta força l'escriptor francès Antoine de Saint-Exupéry la seva Retòrica idealista. Des de mitjan anys setanta fins a la seva jubilació el 1996, va ser professor de música a la Universitat de Montréal. Entre els seus destacats estudiants hi havia els compositors Maya Badian, José Evangelista, Denis Gougeon, Anne Lauber, José Manuel Montañés i Michel Longtin.
El seu estil de composició s'ha comparat amb el d'Alban Berg.
 Prévost va morir a Mont-real, Quebec, Canadà.